# Католицизм в Словении

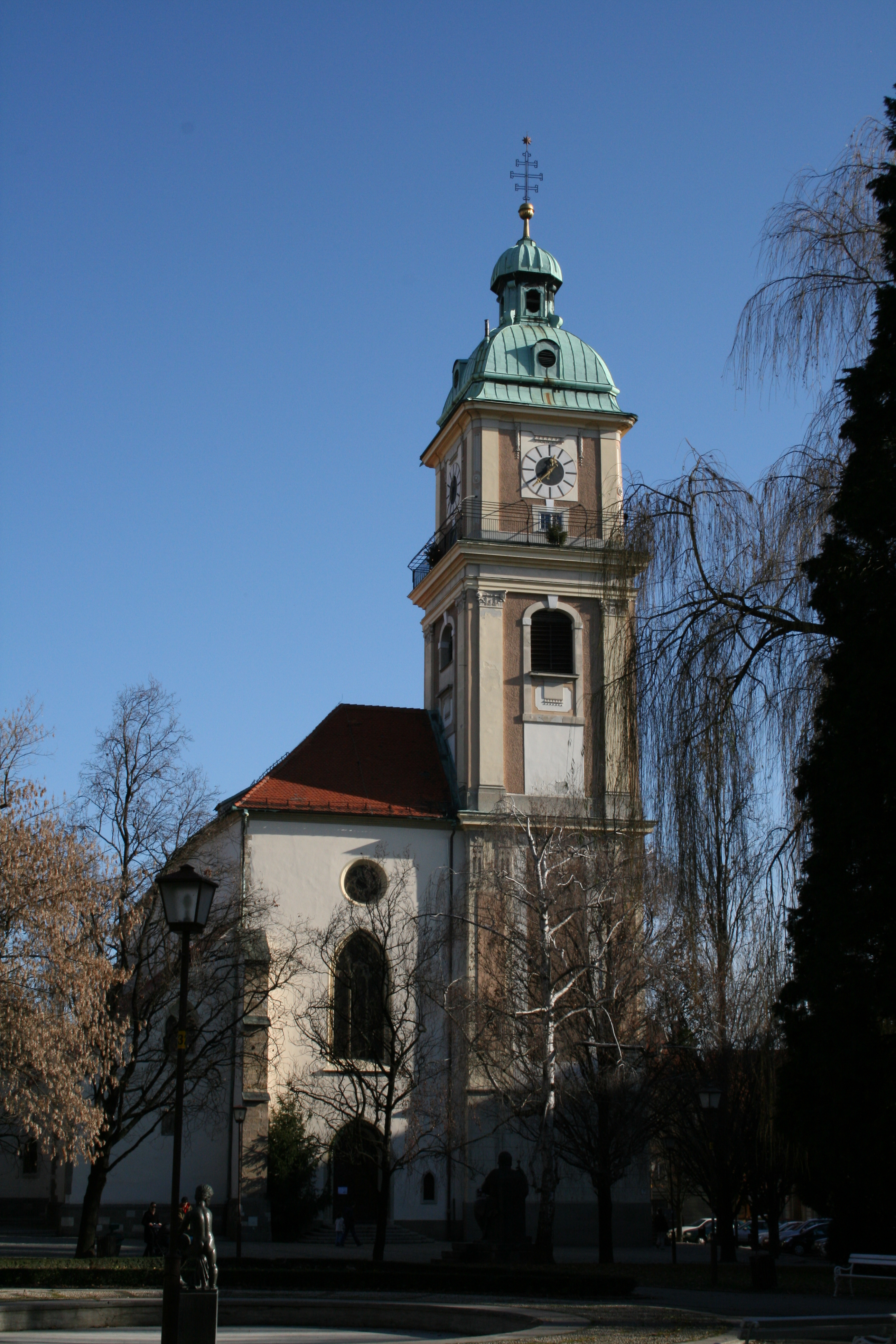
Кафедральный собор святого Иоанна Крестителя в Мариборе

Католицизм в Словении. Католическая церковь Словении — часть всемирной Католической церкви. Католицизм — наиболее распространённая религия в стране. По данным переписи населения 2002 года католики составляют 57,8 % населения, то есть около 1,15 миллионов человек. По данным сайта catholic-hierarchy.org в стране около 1,6 миллиона католиков. Подавляющее большинство словенского католического населения принадлежит к латинскому обряду, греко-католиков около 40 000 человек. Согласно исследованию Мичиганского университета в 1997 году еженедельно посещало церковь 22 % словенцев.

## История
Первые попытки распространения христианства среди словенцев относятся ко времени княжества Само, однако они были безуспешны из-за враждебного отношения словенцев к германцам, к числу которых принадлежало большинство миссионеров. В основ-ном словенцы приняли христианство в VIII веке после перехода Карантании под власть баварского князя. В XI веке на территории современной Словении образованы первые епископства.
В XVI веке в Словению проникли реформационные идеи, но большинство населения осталось католиками.
С конца 1760-х годов началось словенское национальное возрождение, значительную роль в котором играли деятели Католической церкви, в частности монах-августинец Марко Похлин и иезуит Ожбальт Гутсман. Видные католические деятели играли большую роль и в словенском национальном движении XIX века. Большую роль в процессе возрождения словенского языка в общественной жизни сыграл епископ Антоний Мартин Сломшек, ныне причисленный к лику блаженных.

## Современное состояние
Католическая церковь в стране включает в себя 2 архиепархии — митрополии и 4 епархии. Примас Словении возглавляет архиепархию-митрополию Любляны, столицы страны. В настоящее время титул примаса Словении принадлежит архиепископу Антону Стресу. Люблянская епархия была основана в 1461 году, ровно через 500 лет, в 1961 году она была повышена в статусе до архиепархии. Самой старой епархией на территории современной Словении была епархия Лаванта, основанная в 1228 году. С 1859 года резиденция епископов Лаванта располагалась в Мариборе, с 1962 года епархия уже носила название «епархия Марибора». В 2006 году папа Бенедикт XVI провёл реорганизацию структуры Католической церкви в стране. Епархия Марибора стала архиепархией и были основаны три новые епархии с центрами в городах Целе, Ново-Место и Мурска-Собота. Четвёртая епархия, Коперская, была образована в 1977 году. В 1993 году была образована самостоятельная Конференция католических епископов Словении.
Шесть словенских соборов имеют почётный статус «малой базилики».
Статистика по епархиям (данные 2004 года):

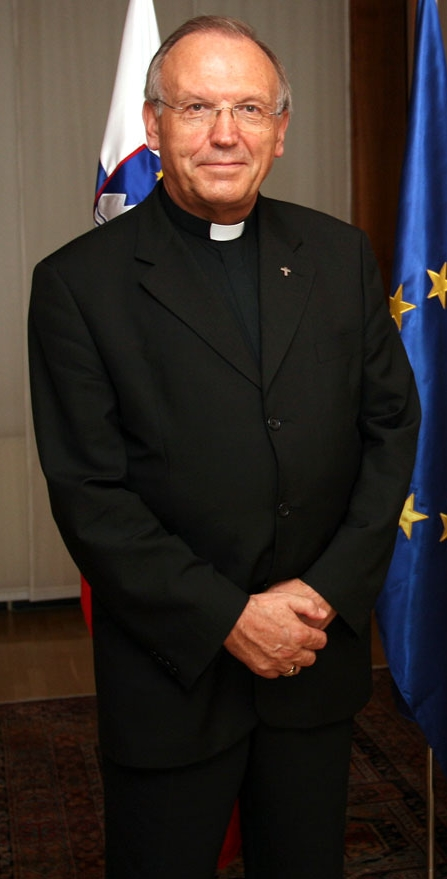
Архиепископ Антон Стрес — глава Католической церкви Словении

| Епархия       | Епархия       | Статус     | Митрополия | Число католиков | Число священников | Число приходов | Глава                                   | Кафедральный собор                    |
| Любляна       | Ljubljana     | Митрополия |            | 715 000         | 576               | 306            | Антон Стрес (Anton Stres)               | Собор св. Николая                     |
| Марибор       | Maribor       | Митрополия |            | 704 384         | 404               | 290            | Франк Крамбергер (Franc Kramberger)     | Собор св. Иоанна Крестителя           |
| Копер         | Koper         | Епархия    | Любляна    | 204 602         | 153               | 195            | Метод Пирих (Metod Pirih)               | Собор Вознесения Пресвятой Девы Марии |
| Ново-Место    | Novo Mesto    | Епархия    | Любляна    | 137 424         | 104               | 71             | Андрей Главан (Andrej Glavan)           | Собор св. Николая                     |
| Целе          | Celje         | Епархия    | Марибор    | 237 370         | 140               | 112            | Станислав Липовшек (Stanislav Lipovšek) | Собор св. Даниила                     |
| Мурска-Собота | Murska Sobota | Епархия    | Марибор    | 95 463          | 61                | 36             | Петер Штумпф (Peter Štumpf)             | Собор св. Николая                     |